# 古川哲雄
古川 哲雄（ふるかわ てつお、1934年 - ）は、日本の医師、医学者。専門は神経内科学。

## 経歴
1934年、兵庫県伊丹市に生まれる。滋賀県日野町立小、中学校卒、京都同志社高校卒。
1961年、東京大学医学部医学科を卒業する。1962年、東京大学医学部第3内科に入る。1967年、医学博士号を取得する。1968年、東京大学医学部脳研神経内科に入る。1969年から1971年、および1977年、ロサンゼルスのカリフォルニア大学に留学する。1975年から80年にかけて東京女子医科大学神経内科非常勤講師を併任していた。1978年、日本赤十字社医療センター神経内科部長となる。1980年から2002年まで、東京医科歯科大学医学部神経内科助教授、保健衛生学科教授を務める。2000年から2013年まで、千葉西総合病院顧問を務める。専門学校東京医療学院講師。「伴性遺伝性筋ジストロフィー」、「顔面肩甲上腕型筋萎縮症」(Facioscapulohumeral muscular dystrophy)の研究、神経症候学についての臨床研究を行っている。

## 脳死・臓器移植問題
2000年に「脳死を人の死」とすることに否定的な市民団体や国会議員が開催した「市民と衆参両院議員の共催によるシンポジウム　臓器移植法成立から３年・いま改めて脳死と臓器移植を問う」にシンポジストとして参加している。「脳死者に本当に意識はないのか」ということを研究しており、「脳死患者に意識がある」と主張している。「脳死ドナーには意識が残っている場合があり、それは閉じ込め症候群である」と考えている。
2011年2月20日、フジテレビの番組「奇跡体験!アンビリバボー」に出演し、脳死判定された患者について「上行性網様体という脳幹の一部が残っていると意識は残っている」と述べた。

### 単著
- 『伴性遺伝性筋ジストロフィー』（神経精神疾患モノグラフシリーズ3）星和書店、1983年
- 『顔面肩甲上腕型筋萎縮症』（神経精神疾患モノグラフシリーズ14）星和書店、1985年
- 『ヤヌスの顔　神経内科臨床ノート』（神経内科叢書）科学評論社、1989年
- 『ヤヌスの顔 続 背面思考の神経内科学』（神経内科叢書）科学評論社、1992年
- 『ヤヌスの顔 続々 人間学としての神経内科学』（神経内科叢書）科学評論社、1995年
- 『ヤヌスの顔 第4集 異端の神経内科学』（神経内科叢書）科学評論社、1999年
- 『ヤヌスの顔 第5集 現象学的神経内科学』（神経内科叢書）科学評論社、2005年
- 『天才の病態生理――片頭痛・てんかん・天才』医学評論社、2008年
- 『ヤヌスの顔 第6集 反時代的神経内科学』（神経内科叢書）科学評論社、2009年
- 『ヤヌスの顔 第7集 学際的神経内科学』（神経内科叢書）科学評論社、2016年
- 『ヤヌスの顔 第8集 拾遺神経内科学』　(神経内科叢書)  科学評論社、2022年

### 共編著
- 三苫博共著『神経内科』（クリニカルアイ）医学評論社、2002年、改訂第2版2007年

### 寄稿
- 野田正彰編『あの世とこの世』（現代の世相4）小学館、1996年
- 渡部良夫監修『異議あり！脳死・臓器移植』天声社、1999年